# 良妻賢母
| ウィキペディアには「良妻賢母」という見出しの百科事典記事はありません（タイトルに「良妻賢母」を含むページの一覧/「良妻賢母」で始まるページの一覧）。 代わりにウィクショナリーのページ「良妻賢母」が役に立つかもしれません。 |